# 데벤드라 반하트
데벤드라 반하트(영어: Devendra Banhart, 1981년 5월 3일 ~ )는 미국의 싱어송라이터이자 시각 예술가다. 반하트는 텍사스주 휴스턴에서 태어났고 베네수엘라에서 어머니에 의해 길러졌고 십대에 캘리포니아주로 이주하여 1988년 샌프란시스코 예술학교를 다니다 음악을 하려고 2000년 중퇴했다. 2002년 반하트는 데뷔 앨범 《The Charles C. Leary》을 낸 이래 영 갓 레코드와 XL 레코딩 레이블을 통해 계속하여 음악 활동을 해오고 있다.
반하트의 음악은 종종 사이키델릭 포크, 프릭 포크, 뉴 위어드 아메리카로 분류되며 함께 활동하는 이들로 싱어송라이터인 조안나 뉴솜, 음악 그룹인 코코로지, 컨템포러리 포크 밴드인 베티버가 있다. 뉴욕타임즈는 그의 작품들에 대해 "자유연상적"이라 표현하며 스핀 매거진은 "수도자적인 기타 연주"와 "마약과 히피 분위기의 시"라고 했다. 평론가들은 반하트의 음악을 1970년대 밴드로 티렉스의 마크 볼란의 초창기 밴드였던 티라노사우르스 렉스와 비교하기도 하는데 2004년 인터뷰에서 반하트는 티라노사우르스 렉스에 대해서는 곡을 쓰고 녹음을 하게 된 이후에 알게 되었다고 했다.
반하트는 자신에게 영향을 준 음악인들로 바쉬티 번얀, 커트 코베인, 시몬 디아즈, 믹 재거, 누스라트 파테 알리 칸, 액슬 로즈, 아서 러셀, 알리 파르카 투레, 카에타누 벨로주 등을 꼽는다.